# Micaela Argañaraz
Micaela Argañaraz (Argentina, 16 de mayo de 1992) es una modelo y artista argentina.
Ha trabajado, entre otros, para Chanel y Versace y en la actualidad es un «icono de la industria» según models.com.

## Carrera
Argañaraz comenzó su carrera en 2012, desfilando para Christopher Kane y posando para Glamour España e Italia y Elle.
En 2015 abrió el desfile de Versace Otoño/Invierno y se convirtió en una favorita de la casa. Desfiló otras 61 veces esa temporada. En la posterior temporada Primavera/Verano 2016 participó en 55 desfiles abriendo y cerrando 5 de ellos (incluyendo uno de Chanel). Esa misma temporada apareció en la campaña de Tom Ford junto a Lady Gaga y otras compañeras modelos como Lexi Boling y Aymeline Valade.
En 2016 durante la colección de Chanel de Alta Costura, Argañaraz fue presentada como la «Novia Chanel». Karl Lagerfeld durante una entrevista la consideró «la chica del momento». En 2017 apareció en la campaña de Versace Otoño/Invierno junto a Gigi Hadid, Vittoria Ceretti y Taylor Hill. También protagonizó la campaña de Fendi en 2018. En abril de 2018, Argañaraz figuró en la primera entrega de L'Officiel en su natal Argentina.[cita requerida]
Argañaraz ha sido llamada «la nueva Gia Carangi» y comparada también con Kate Moss y Freja Beha Erichsen por su look rock and roll y la actitud que la caracteriza. En 2020, abrió su segundo desfile de Versace para la temporada Primavera/Verano 2021.
Ha sido portada de Vogue Reino Unido, Vogue Italia, Vogue Brasil, Vogue Japón, Vogue China, Vogue Paris, Vogue Alemania, Vogue Rusia y Vogue Latinoamérica. 
En cuanto a campañas, ha desfilado para Michael Kors, Versace, Louis Vuitton, Tom Ford, Calvin Klein, Yves Saint Laurent, Chanel, Mango, Alexander McQueen, H&M, y Givenchy.
Ha desfilado también para Lacoste, Michael Kors, Jacquemus, Valentino, Fendi, Alexander Wang, Dries Van Noten, Altuzarra, Jason Wu, Stella McCartney, Hugo Boss, Tom Ford, Chanel, Dior y Louis Vuitton.
Fue cara del perfume Euphoria de Calvin Klein, embajadora mundial de Louboutin y primera argentina en ganar un Martín Fierro como modelo.